# Jason Plato

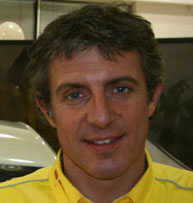
Jason Plato

Jason Plato (Oxford, 1967. október 14. –) brit autóversenyző, a brit túraautó-bajnokság (BTCC) 2001-es bajnoka. Jelenleg Oxfordshire-ben él.

## Pályafutása
Plato a The King's School-ban tanult, Tynemouthban. A Go-Kartban elért sikerek után a Formula 3-ban és Formula Renault-ban versenyzett. 1996-ban belépett a Renault Spider bajnokságba. 1997-ben mutatkozott be a BTCC-ben a Williams-Renault csapat színeiben.
BTCC 1. rész
Szenzációsan kezdett a Renault Laguna-val, és elfoglalta az első rajtkockát az első 3 versenyén, de csak kettő versenyt nyert meg. Végül 3. lett a bajnokságban, a bajnok pedig a csapattársa, Alain Menu lett. Plato 5. lett a következő három évben. 2000-ben csatlakozott Vauxhall csapathoz. 2001-ben a Vauxhall csapat a legjobbnak bizonyult. Plato megnyerte a bajnokságot, miután a csapattársa, Yvan Muller autója kigyulladt az utolsó versenyen.
NASCAR
Plato 2002-ben az amerikai NASCAR sorozatban folytatta pályafutását, a brit ASCAR csapattal a 3. lett a bajnokságban.
BTCC 2. rész
Őt alkalmazta a SEAT, hogy a 2003-as vezetőfejlesztésükkel segítsen a csapatnak, és amikor a SEAT csapat belépett a BTCC sorozatba 2004-ben, természetesnek számított, hogy Plato volt az egyik pilóta. Ő abban az évben harmadik volt a bajnokságban, miközben bárki másnál több versenyt nyert.
2005-ben a 4. helyen végzett három győzelemmel.
2006-ban 2. lett, 48 ponttal lemaradva Matt Nealtől, és 1 ponttal előzve meg Colin Turkingtont,.
2007-ben toronymagasan kiemelkedett a mezőnyből Fabrizio Giovanardival, akivel egészen az utolsó versenyig harcban volt a világbajnoki címért, végül 3 ponttal lemaradt a 2. címe megszerzéséről.
2008-ban a SEAT egy dízelmotoros Leonnal indította versenyzőit. Fabrizio Giovanardi ismét a mezőny többi tagja előtt járt eggyel, ám Plato nem tudta most tartani vele a lépést. A Thruxtonban elkövetett baki miatt, amikor kizárták a versenyből, csak a 3. tudott lenni, 3 ponttal lemaradva Mat Jackson mögött.
Egyéb elkötelezettségek
Plato-t láthatjuk a Channel 5 "Fifth Gear" (Ötödik sebesség, Magyarországon a Discovery Channel jóvoltából láthatjuk) című műsorban Tiff Needellel és Vicki Butler-Hendersonnal .
Platonak volt egy balesete, amikor 2007 októberében egy Caparo T1 luxuskocsiban Bruntingthorpenál. Az autó kigyulladt kb. 250 km/h-nál (160 mph). Ennek ellenére Plato rajthoz állt a következő BTCC-s versenyen.
Szintén versenyzett a Bathurst 1000 és Sandown 500 szériában, de nagy sikert nem ért el. Az utolsó kísérlete Bathurstre a Holden Racing Teammel volt. Plato és Brock versenye Platóval véget ért, ugyanis egy katasztrófa, ami John Cleland autójával történt, felborult a tetejére.
Ezen kívül Jason Plato részt vett a Sky One "Mission Implausible" ("Valószínűtlen küldetés", Magyarországon "Veszélyes versengés" néven fut a Discovery Channel jóvoltából.) című műsorában is, ahol az ausztrál kaszkadőrlánnyal, Tania Zaettával méri össze tudását, hogy kiderítsék, a férfi, vagy a női nem a bátrabb.
Jason 2008-ban részt vett a Wembley Stadionban megrendezendő, Race of Champions (Bajnokok Tornája) nevű versenyen, ahol először különböző nemzet csapatai kettő tagú csapatot indítanak, másodszor pedig egyéni versenyre kerül sor. A csapatversenyen a Formula–1-es pilóta, David Coulthard volt a csapattársa. Az egyéni versenyben Platot a legelső körben kiütötte a versenyből a WTCC-s Andy Priaulx, a csapatversenyben a második fordulóban estek ki, a német csapatnak köszönhetően.